# Walt Lloyd (Lost)
Walter „Walt” Lloyd egy szereplő az ABC sorozatában, a Lostban. Malcolm David Kelley alakítja.

## Életrajz

### A repülőgép lezuhanása előtt
Walt (nevét nagyapja után kapta) 1994. augusztus 24-én született Michael Dawson, építész-festő, és Susan Lloyd, joghallgató gyermekeként. Még kisbaba volt, amikor anyja vele együtt Amszterdamba költözött. Michael nem mondott le gyerekéről, és megfogadta, hogy minden megtesz a visszaszerzéséért.
Két héttel Walt második születésnapja előtt, Susan felkeresi Michael-t, és közli: összeházasodik a főnökével, Brian Porter-rel, aki adoptálni fogja Walt-ot. Michael belátja, hogy Brian és Susan mellett Walt-nak jobb élete lehet. Így hát, búcsút vesz kétéves fiától, és ajándékba ad neki egy jegesmedve plüssállatot. Michael úgy hiszi, ez az utolsó alkalom, hogy láthatja Walt-ot.
Nyolc évvel később, Brian elmegy Michael-höz New York-ba, és elmondja, hogy elköltöztek Ausztráliába, ahol Susan megbetegedett és meghalt. Michael-re hárul a feladat, hogy magához vegye az immáron tízéves fiát. Brian ugyanis – amellett, hogy Susan erre kérte – azért akar lemondani Walt-ról, mert furcsának tartja, és fél tőle. Van vele valami. „Néha, furcsa dolgok történnek a környezetében. Ő valahogy egészen más” – mondja.
Az egyik dolog, ami miatt Brian furcsának titulálta Walt-ot, az egy nemrégiben, pár nappal Susan halála előtt történt eset. Miközben Brian és Susan az akkor diagnosztizált betegségről beszélgettek, Walt egy Ausztrália őshonos madarairól szóló könyvet nézegetett. Meg akarta mutatni Brian-nek az ausztráliai bronzkakukkot, de Brian nem figyelt rá. Walt mérgesen megjegyezte, „nem is figyelsz!” Hirtelen, egy madár csapódott neki az ablaknak. Méghozzá egy ausztráliai bronzkakukk.
Walt legjobb barátja Brian labrador retrieverje, Vincent, mert egyedül neki tudott nyugodtan beszélni, hiszen ő mindig ráért. Michael elmegy Ausztráliába fiáért, de Walt Vincent-et is magával akarja vinni. Michael azt hazudja neki, Brian nekiajándékozta, holott valójában nem került szóba a kutya.
Az utazás napján, Walt felébreszti Michael-t a hotelszobában, amikor felkapcsolja a TV-t. Michael megkéri őt, hogy vegye egy kicsit halkabbra, de Walt szándékosan még jobban felerősíti. Michael kikapcsolja a készüléket, mire Walt fogja Vincent-et, és azt kiabálva Michael-nek, „nem vagy az apám”, le akar lépni; Michael azonban utoléri őt.

### A szigeten

#### Első évad (1-44. nap)
Walt nem sokkal a katasztrófa után, összebarátkozik John Locke-kal. Locke megtanítja őt backgammon-ozni, majd megoszt vele egy titkot Később, segít neki a késsel való célbadobás elsajátításában, azt mondva neki, lásson a "lelki szemeivel".
Locke hamar felfedezi, hogy Walt nem mindennapi gyerek. Talán nem volt még elég időt vele, hogy tudja, de ő egészen más… Amíg itt vagyunk, Walt felfedezhetné a képességeit – mondja Michael-nek. Locke ezzel csak azt éri el, hogy Michael eltiltja tőle a fiát. Pedig amit mondott, nem sokkal később beigazolódik. Michael a tűzbe dobja Walt képregényét, ami pont egy olyan oldalnál van nyitva, amin egy jegesmedve rajza található. Walt szomorúan és egyszerre dühösen figyeli, hogy válik a lángok martalékává a magazin. Még aznap, Walt-ra egy jegesmedve támad rá a dzsungelben. Locke-nak és Michael-nek kell megmentenie őt.
Walt titokban felgyújtja a tutajt, amit Michael épített. Egyedül Locke jön rá tettére; Walt azt mondja neki, szeret a szigeten élni, ezért tette. Később, miután elkészült a második tutaj (aminek megépítésében Walt is segédkezett), Walt bevallja az apjának, hogy ő gyújtotta fel az elsőt, mert nem akar elmenni a szigetről. Michael nem haragszik a fiára. Azt mondja, nem kötelező elmenni, ám Walt azt feleli: „De igen, muszáj”.
Indulás előtt, Walt odaadja Shannon-nak Vincent-et, hogy a segítségére legyen Boone halálának feldolgozásában. Anélkül, hogy bármi tudomása is volna a "bunker"-ről, Walt arra kéri Locke-ot, ne nyissa ki.
A tutajon, mindenki megörül, amikor összetalálkoznak egy hajóval. Azt gondolják, megmenekültek, de a hajón utazók fogva ejtik Walt-ot, a tutajt pedig felrobbantják, a nyílt tengeren hagyva Michael-t, Jin-t, és Sawyer-t. Később kiderül, hogy a gyerekrablók a "Többiek"-hez tartoznak.

#### Második évad (44-67. nap)
A víztől csöpögő Walt megjelenik Shannon előtt a dzsungelben, és érthetetlenül suttog valamit, ami valójában fordítva való beszéd volt; lefordítva: „…nyomd a gombot. Ne nyomd a gombot. Rossz.” Nem lehet tudni, hogy ő valójában Walt-e, vagy csak egy látomás, mint ahogy Jack is látta halott apját megjelenni a szigeten.
Walt még két további alkalommal jelenik meg Shannon előtt. Először, ismét fordítva beszélve azt mondja: „Jönnek, és közel vannak.” Másodszorra való megjelenésekor, Sayid is látja őt Shannon-nal, amikor a szájához emeli az ujját, csöndre intve őket. Ezután eltűnik a dzsungelben. Shannon utána szalad, mire Ana Lucia lelövi őt. Lehet, hogy Walt (vagy Walt látomása) erre akarta őt figyelmeztetni.
A Hattyú állomáson, Michael felfedez egy "Hello?" üzenetet a számítógép monitorján. Visszaír az üzenet küldőjének, leírva a nevét, mire egy újabb üzenet jelenik meg: "Apa?". Később, Michael újból felveszi a kapcsolatot fiával (?). Wal azt mondja neki, nem beszélhetnek sokáig, mert mindjárt visszajönnek a fogvatartói. Elmondja apjának, merre kell mennie, hogy rátaláljon.
A "Többiek" elfogják Michael-t, amikor elmegy megmenteni a fiát. Egyikük, Bea Klugh, megkérdezi tőle: „Járt valaha Walt olyan helyen, ahol nem kellett volna?” Később, Bea engedélyt ad egy rövid, háromperces találkozásra apának és fiának. Walt azt mondja Michael-nek, hogy teszteket végeztek rajta, majd tájékoztatja őt: „nem azok, akinek mondják magukat – csak megjátsszák.” Erre Bea megfenyegeti őt, hogy újra visszazárja őt "a szobába". Walt megijed ennek hallatán; Bea kivezeti őt.
Michael, betartva a Bea-vel kötött egyezségét, csapdába csalja Kate-et, Jack-et, Hurley-t, és Sawyer-t. Cserébe, Ben ad neki egy hajót, és megadja sziget elhagyásához szükséges tartandó irányt. Michael Walt-tal együtt elhajózik a szigetről. Walt többször is visszatekint a fogságba jutott túlélőkre.

#### Harmadik évad (93. nap)
Miután Locke magához tér a veremben az egykori DHARMA Kezdeményezés tagjainak holttestei között, magához vesz egy pisztolyt, hogy öngyilkos legyen. Még mielőtt ezt megtehetné, Walt megjelenik előtte, és arra utasítja, azonnal keljen fel. Locke azt mondja, nem tudja mozgatni a lábait, mire Walt azt feleli, igenis fel kell állnia, mert dolga van.

### A Szigetről való kijutás után
Michael, miután kijutottak a szigetről, elárulta fiának, mit kellett megtennie szabadulásukért. Walt ezt nem tudta feldolgozni, a nagyanyjához költözött, apjával a kapcsolatot nem tartotta.
Walt meglátogatta Hurleyt az elmegyógyintézetben, ahová nagyanyja kísérte el. Elmondta, hogy eljött hozzá Jeremy Bentham. Megkérdezte Hurleyt, miért nem találkozott vele senki az Oceanic 6 tagjai közül, és miért hazudnak a lezuhanás után történtekről. Hugo szerint csak így tudják megvédeni a Szigeten maradtakat. A fiú azt kérdezte: „Mint apa?” Hurley hazudott neki (hiszen Michael meghalt a negyedik évadvégén), és azt válaszolta: „Igen, mint az apád.”

## Produkciós nehézségek a karakterrel
A legnagyobb probléma Walt karakterével, hogy az őt alakító Malcolm David Kelley még gyerek, így az öregedés érzékelhetően meglátszik rajta. A sorozat egy évadja a történet szerint mindössze pár hetet ölel fel, míg a valóságban több hónap is eltelik.
Walt egy 10 éves kisfiú, ám a második évadban már látszott rajta, hogy jóval idősebb ennél. A harmadik évad végén, Kelley már jóval idősebb, magasabb, és a hangja is mélyebb.
Walt a negyedik évad fináléjában is megjelenik egy előretekintésben. A flashforwardok alkalmazásával elhárult az akadály a szerepeltetése elől.